# Славик Табаков
Славик Д. Табаков е британски и български специалист по рентгенова техника и медицинска физика.
Председател е на Международната организация по медицинска физика (IOMP, 2015 – 2018) и вицепрезидент на Международния съюз по физически и инженерни науки в медицината (IUPESM, 2018 – 2021). Има значителен принос за развитието и глобалното разпространение на образование и обучение по медицинска физика. Той е сред пионерите в електронното обучение в таза област.

## Биография
Табаков е роден в Пловдив, в семейство на потомствени лекари. Завършва средно образование в родния си град. През 1978 г. завършва медицинска и ядрена електроника във Висшия машинно-електротехнически институт „Ленин“ в София.
През 1981 г. започва работа във Висшия медицински институт в Пловдив. Там инсталира първия компютърен томограф в града, а през 1984 г. – първия цифров рентгенов апарат в България. Заедно с д-р К. Велкова прави първата дигитална субтракционна ангиография в страната.
През 1991 г. започва работа в Катедрата по медицинска техника и физика в Кралския колеж в Лондон. От 2001 г. е директор на програмите за магистърско обучение по медицинско инженерство и физика и по клинични науки. От 2002 г. е сред директорите на Международния колеж по медицинска физика в Международния център за теоретична физика в Триест, Италия.
Табаков е ръководил международни екипи от специалисти-пионери на концепциите за електронно обучение в медицинската физика от 1993 г. През август 2006 г. на церемония по време на Световния конгрес в Сеул, Южна Корея, получава медал за постижения в преподаването и лидерство по международно образование.
През 2012 г. е избран за президент на Международната организация по медицинска физика. През есента на 2015 г. проф. Табаков е удостоен с почетното звание „Доктор хонорис кауза“ на Медицинския университет в Пловдив.
Славик Табаков и съпругата му д-р Василка Табакова живеят в Лондон, Великобритания. Тяхната дъщеря Добринка Табакова е композиторка. Той е внук на известния лекар д-р Теофил Груев и правнук на общественика Никола Табаков.